# Hubert Rohault de Fleury (architecte)
Pour les articles homonymes, voir Hubert Rohault de Fleury (homonymie), Rohault de Fleury et Fleury.
Hubert Rohault de Fleury, né à Romainville le 2 juillet 1777 et mort à Paris le 10 août 1846, est un architecte néo-classique français.

## Biographie
Hubert Rohault de Fleury, polytechnicien, premier grand prix de Rome en architecture en 1802, est un architecte de la préfecture de police de Paris en 1813, membre honoraire du conseil des bâtiments civils en 1820, inspecteur général en 1824,,,. 
On lui doit notamment  à Paris : la caserne des sapeurs-pompiers de la rue de la Paix, la caserne Tournon, la caserne Mouffetard, la restauration de la chapelle des Orphelins et plusieurs projets adoptés pour l'amélioration des hôpitaux de Paris,.
Il est le père de l'architecte Charles Rohault de Fleury (1801-1875), le frère du général Rohault de Fleury, le beau-père d'Adhémar Barré de Saint-Venant et le grand-père du peintre Hubert Rohault de Fleury et de Georges Rohault de Fleury, archéologue et historien d'art,.
Son descendant, Rodolphe de Saint Germain, historien, lui a consacré une importante biographie publiée en 2014.